# Riacho do Boi
Riacho do Boi är ett periodiskt vattendrag i Brasilien.   Det ligger i delstaten Paraíba, i den östra delen av landet, 1 600 km nordost om huvudstaden Brasília.
Omgivningarna runt Riacho do Boi är huvudsakligen savann. Runt Riacho do Boi är det glesbefolkat, med 11 invånare per kvadratkilometer.